# San Quintin (Abra)
San Quintin é um município de  quinta classe de renda municipal (d) na província Abra, nas Filipinas. De acordo com o censo de 1 de maio  de  2020 possui uma população de 5 705 pessoas e 1 438 domicílios.